# (200019) 2007 MG25
(200019) 2007 MG25 es un asteroide perteneciente al cinturón de asteroides, descubierto el 23 de junio de 2007 por el equipo del Spacewatch desde el Observatorio Nacional de Kitt Peak, Arizona, Estados Unidos.

## Designación y nombre
Designado provisionalmente como 2007 MG25.

## Características orbitales
2007 MG25 está situado a una distancia media del Sol de 2,865 ua, pudiendo alejarse hasta 3,308 ua y acercarse hasta 2,422 ua. Su excentricidad es 0,154 y la inclinación orbital 6,714 grados. Emplea 1771,42 días en completar una órbita alrededor del Sol.

## Características físicas
La magnitud absoluta de 2007 MG25 es 16,1. Tiene 3993 km de diámetro y su albedo se estima en 0,037.